# Limba cumană
Limba cumană era o limbă turcică, vorbită de cumani, asemănătoare cu limba vorbită astăzi de tătarii crimeeni. A fost menționată în mai multe lucrări medievale, inclusiv Codex Cumanicus.
Manuscrisul numit Codex Cumanicus (Codicele lui Petrarca), datat 11 iulie 1303, a fost găsit de călugării franciscani din Crimeea. El cuprinde un fragment din Evanghelie, cele Zece Porunci, Crezul, cele șapte păcate capitale, toate scrise în limba cumană. Pe lângă textele religioase, mai cuprinde un vocabular trilingv: latină, cumană și persană, conținând circa 3.000 de cuvinte, o listă de medicamente, date despre cele 4 elemente, metale, informații despre negoț, unelte, despre meșteșugurile blănăriei, tâmplăriei, bărbieritului, noțiuni despre demnitari, slujitori, pietre prețioase etc. Acest manuscris conține 82 de file.
Limba a dispărut la începutul secolului al XVII-lea în regiunea Cumania din Ungaria, ultima regiune unde mai era vorbită.